# Myyrmäen jalkapallostadion
Het Myyrmäen jalkapallostadion is een multifunctioneel stadion in Vantaa, een plaats in Finland. De vroegere namen van het stadion waren Vantaan jalkapallostadion, Myyrmäen jalkapallostadion, ISS Stadion (tot 2009) en Pohjolastadion.
In het stadion ligt een kunstgrasveld van 105 bij 68 meter.
Het stadion werd geopend in 2000. Tussen 2001 en 2002 vonden er renovaties plaats. In het stadion is plaats voor 4.700 toeschouwers. Het recordaantal toeschouwers werd behaald op 25 september 2005, voor een wedstrijd om de UEFA Cup, toen MYPA tegen Grashopper speelde. 
Het stadion wordt vooral gebruikt voor voetbalwedstrijden, de voetbalclubs PK-35 en Allianssi Vantaa maken gebruik van dit stadion.
Dit stadion werd ook gebruikt voor wedstrijden op het Europees kampioenschap voetbal onder 18 van 2001. Er werden twee groepswedstrijden gespeeld.
In 2009 werd in dit stadion de finale van de Finse Supercup, de Liigacup, gespeeld. Tampere United won met 2–0 van HJK Helsinki. Deze wedstrijd was 15 april 2009.
In het stadion kan ook American football worden gespeeld. In 2018 werd in Finland het Europees kampioenschap American football gehouden. Alle wedstrijden op dit toernooi werden hier gespeeld, van 29 juli tot aan de finale, die was op 4 augustus 2018 en ging tussen Frankrijk en Oostenrijk.